# Projeção estereográfica

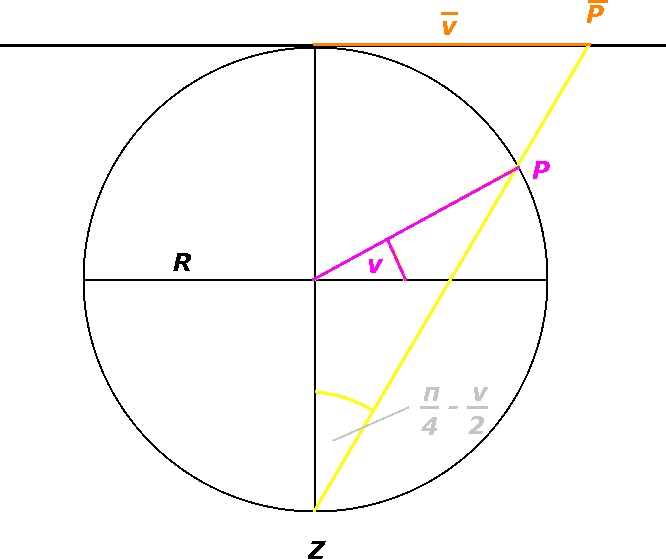
Corte transversal de uma esfera. A partir do ponto Z (origem) projeta-se o ponto P (ponto da superfície da esfera) sobre o plano v (plano tangente à esfera), o que resulta no ponto P (imagem do ponto P sobre o plano v).

Em geometria , com aplicações em cartografia, a projeção estereográfica é um tipo de projeção em que a superfície de uma esfera é representada sobre um plano tangente a ela, utilizando-se como origem um ponto diametralmente oposto ao ponto de tangência daquele plano com a esfera.

## Cartografia

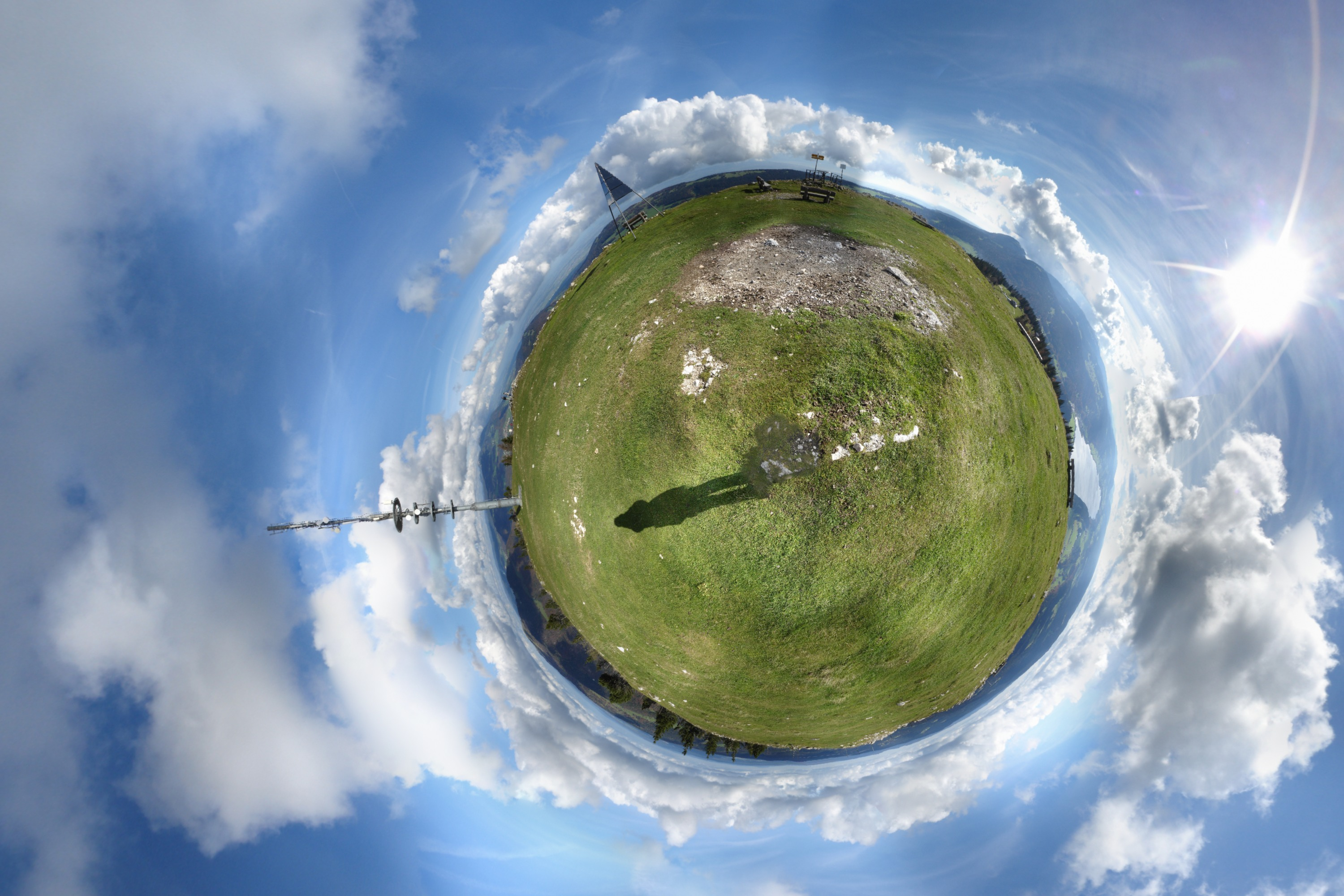
Panorama de 120 fotografias utilizando projeção estereográfica, Dent de Vaulion, cantão de Vaud, Suíça.

Em cartografia, a projeção estereográfica resulta da projeção geométrica de pontos da superfície da Terra sobre um plano tangente a ela, a partir de um ponto de origem situado na posição diametralmente oposta ao ponto de tangência. Esta projeção é também chamada de azimutal ortomorfa.
A escala em uma projeção estereográfica aumenta com a distância do ponto de tangência, porém, mais lentamente que em uma projeção gnomônica. Um hemisfério completo pode ser representado em uma projeção estereográfica, sem distorções excessivas. Tal como em outras projeções azimutais, os círculos máximos que passam pelo ponto de tangência aparecem como linhas retas. Todos os demais círculos, incluindo meridianos e paralelos, são representados como círculos ou arcos de círculos.
Em Cartografia Náutica, o principal uso da projeção estereográfica é para a construção de cartas das regiões polares.

## Matemática
Pode-se demonstrar matematicamente que a esfera {\displaystyle S^{2}} menos um ponto é homeomorfa ao plano, o que nos permite fazer sua projeção estereográfica no plano.
Por definição,
{\displaystyle S^{2}=\{(x,y,z)\in \mathbb {R} ^{3}/x^{2}+y^{2}+z^{2}=1\}.}
Assim, considere {\displaystyle p=(a,b,c)\in S^{2}} e defina a reta:
{\displaystyle r:\{(0,0,1)+t\cdot (a,b,c-1)/t\in \mathbb {R} \}=\{(ta,tb,1+t(c-1))/t\in \mathbb {R} \}}
e o plano:
{\displaystyle \pi :\{(x,y,z)\in \mathbb {R} ^{3}/z=0\}}
Assim:
{\displaystyle r\cap \pi :\{(x,y,z)\in \mathbb {R} ^{3}/(x,y,z)=(ta,tb,0)\}}
{\displaystyle {\begin{aligned}1+t(c-1)&=0\\t(c-1)&=-1\\t&={\frac {-1}{c-1}}\\t&={\frac {1}{1-c}}\end{aligned}}}
Assim
{\displaystyle {\begin{aligned}\varphi :S^{2}-\{N\}&\mapsto \mathbb {R} ^{2}\\(a,b,c)&\mapsto ({\frac {a}{1-c}},{\frac {b}{1-c}})\end{aligned}}}
Bem definida
Observemos que {\displaystyle \varphi } está bem definida pois o ponto {\displaystyle (0,0,1)\in S^{2}} que é o único ponto no qual ela não está definida não pertence ao domínio da {\displaystyle \varphi .} Portanto esta função está definida em todo o seu domínio.
Injetora
Sejam {\displaystyle p_{1}=(a_{1},b_{1},c_{1})} e {\displaystyle p_{2}=(a_{2},b_{2},c_{2})} com {\displaystyle p_{1}\neq p_{2}} e {\displaystyle p_{1},p_{2}\in S^{2}\setminus \{N\}} assim:
{\displaystyle \varphi (p_{1})=\varphi ((a_{1},b_{1},c_{1}))=({\frac {a_{1}}{1-c_{1}}},{\frac {b_{1}}{1-c_{1}}}).}
{\displaystyle \varphi (p_{2})=\varphi ((a_{2},b_{2},c_{2}))=({\frac {a_{2}}{1-c_{2}}},{\frac {b_{2}}{1-c_{2}}}).}
Portanto, {\displaystyle \varphi (p_{1})\neq \varphi (p_{2}).} Logo {\displaystyle \varphi } é injetora.
Sobrejetora
Tome {\displaystyle (x,y,0)\in \mathbb {R} ^{2}} e {\displaystyle N=(0,0,1)\in S^{2}.} Considere a reta:
{\displaystyle r:\{(0,0,1)+t(x,y,-1)/t\in \mathbb {R} \}=\{(tx,ty,1-t)/t\in \mathbb {R} \}}
{\displaystyle \exists !} ponto {\displaystyle p} tal que {\displaystyle r\cap S^{2}=\{p\}}
{\displaystyle {\begin{aligned}t^{2}x^{2}+t^{2}y^{2}+(1-t)^{2}&=1\\t^{2}x^{2}+t^{2}y^{2}+t^{2}-2t&=0\\t^{2}\cdot (x^{2}+y^{2}+1)-2t&=0\\t&=0\\t\cdot (x^{2}+y^{2}+1)-2&=0\\t&={\frac {2}{x^{2}+y^{2}+1}}\end{aligned}}}
Logo o ponto {\displaystyle p} que existe é da forma:
{\displaystyle p=({\frac {2x}{x^{2}+y^{2}+1}},{\frac {2y}{x^{2}+y^{2}+1}},{\frac {x^{2}+y^{2}-1}{x^{2}+y^{2}+1}})}
É facilmente verificável que {\displaystyle p\in S^{2},} ou seja, {\displaystyle |p|=1.}
Assim concluímos que {\displaystyle \varphi } é sobrejetora e podemos definir:
{\displaystyle {\begin{aligned}\varphi ^{-1}:\mathbb {R} ^{2}&\mapsto S^{2}\setminus \{N\}\\(x,y)&\mapsto ({\frac {2x}{x^{2}+y^{2}+1}},{\frac {2y}{x^{2}+y^{2}+1}},{\frac {x^{2}+y^{2}-1}{x^{2}+y^{2}+1}})\end{aligned}}}
Observe que {\displaystyle \varphi ^{-1}(x,y)\neq (0,0,1);\forall x,y\in \mathbb {R} ^{2}.}
Mostrar que, {\displaystyle (\varphi \circ \varphi ^{-1})(p)=(\varphi ^{-1}\circ \varphi )(p)=p.}
{\displaystyle {\begin{aligned}\varphi ^{-1}(p)&=({\frac {2x}{x^{2}+y^{2}+1}},{\frac {2y}{x^{2}+y^{2}+1}},{\frac {x^{2}+y^{2}-1}{x^{2}+y^{2}+1}})\\\varphi (\varphi ^{-1}(p))&=({\frac {2x}{x^{2}+y^{2}+1}}\cdot {\frac {x^{2}+y^{2}+1}{2}},{\frac {2y}{x^{2}+y^{2}+1}}\cdot {\frac {x^{2}+y^{2}+1}{2}})\\&=(x,y)\end{aligned}}}
Analogamente, mostra-se que {\displaystyle (\varphi ^{-1}\circ \varphi )(p)=p.}
Portanto {\displaystyle \varphi ^{-1}} é a inversa de {\displaystyle \varphi .}
Continuidade
Como {\displaystyle \varphi } e {\displaystyle \varphi ^{-1}} possuem todas as funções coordenadas contínuas, já que são compostas de funções polinomiais, conclui-se que ambas são contínuas, e portanto {\displaystyle \varphi } é um homeomorfismo.